# ISO 3166-2:KR
ISO 3166-2:KR é o subconjunto da Organização Internacional para Padronização código de região sub-nacional padrão ISO 3166-2, que pertence à Coreia do Sul. que define códigos para os nomes dos principais subdivisões (ex., províncias ou estados ) de todos países codificado em ISO 3166-1
Atualmente, para a Coreia do Sul, os códigos ISO 3166-2 são definidos para uma capital metropolitana, seis cidades metropolitanas e nove províncias. Todos eles são subdivisões de nível de província. Em 2012, a Especial de Auto Administração da Cidade foi criado.

## Códigos
| Código | Bandeira e nome comum | Categoria             |
| ------ | --------------------- | --------------------- |
| KR-11  | Seoul                 | capital metropolitana |
| KR-26  | Busan                 | cidade metropolitana  |
| KR-27  | Daegu                 | cidade metropolitana  |
| KR-30  | Daejeon               | cidade metropolitana  |
| KR-29  | Gwangju               | cidade metropolitana  |
| KR-28  | Incheon               | cidade metropolitana  |
| KR-31  | Ulsan                 | cidade metropolitana  |
| KR-43  | Chungcheong do Norte  | província             |
| KR-44  | Chungcheong do Sul    | província             |
| KR-42  | Gangwon               | província             |
| KR-41  | Gyeonggi              | província             |
| KR-47  | Gyeongsang do Norte   | província             |
| KR-48  | Gyeongsang do Sul     | província             |
| KR-49  | Jeju                  | província             |
| KR-45  | Jeolla do Norte       | província             |
| KR-46  | Jeolla do Sul         | província             |